# Ellewoutsdijk
Ellewoudsdijk (seeländisch Ellesdiek) ist ein Dorf in der Gemeinde Borsele in der niederländischen Provinz Zeeland und liegt an der Westerschelde.
1835 wurde hier zusammen mit den Befestigungsanlagen vom an der Schelde gegenüberliegenden Terneuzen ein Seefort errichtet.
Von 1926 bis 1934 bestand eine Bahnanbindung. Der ehemalige Bahnhof Ellewoutsdijk steht heute unter Denkmalschutz. Das Kirchengebäude Kerkje van Ellesdiek wurde 1950 neu errichtet, nachdem der Vorgängerbau im Krieg 1944 zerstört worden war.

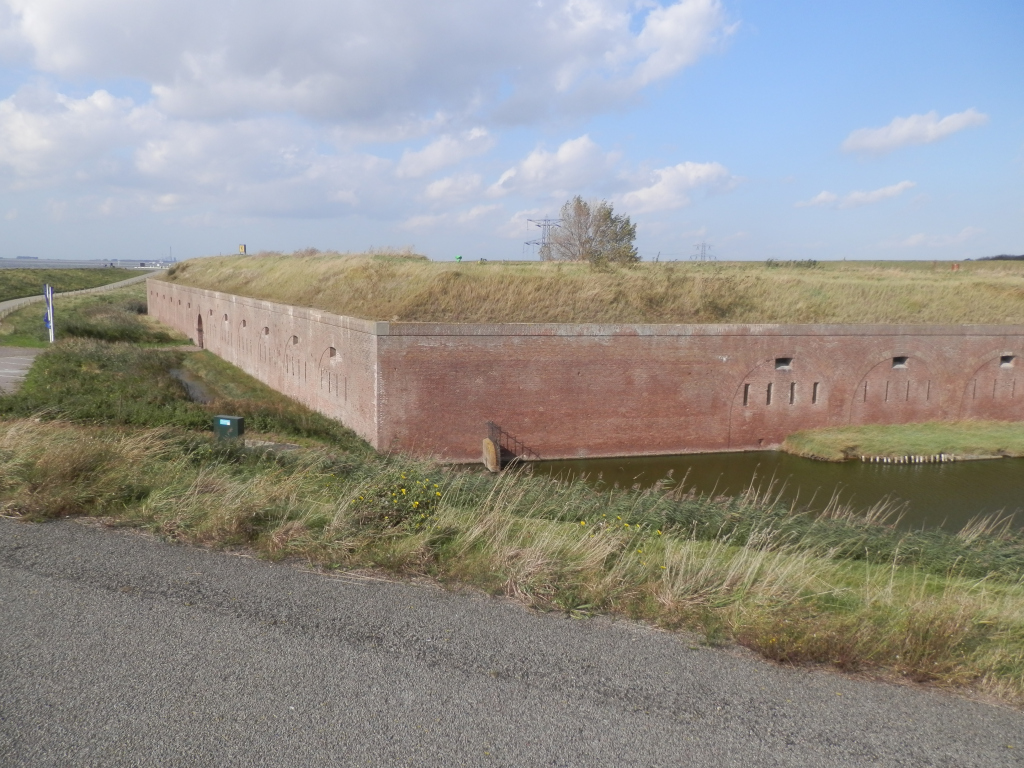
Fort Ellewoutsdijk

Der Ort besitzt einen kleinen Jachthafen.

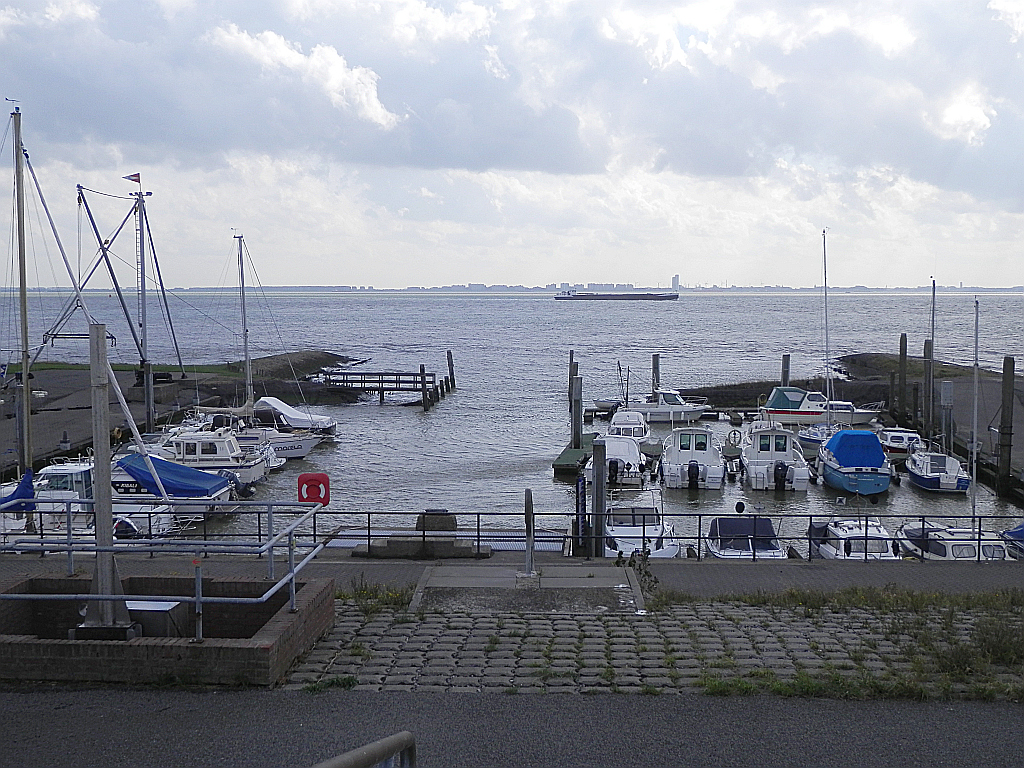
Ellewoutsdijk Hafen